# Hawaiian Paradise Park
Hawaiian Paradise Park és una concentració de població designada pel cens dels Estats Units a l'estat de Hawaii. Segons el cens del 2000 tenia 7.051 habitants.

## Demografia
Segons el cens del 2000, Hawaiian Paradise Park tenia 7.051 habitants, 2.426 habitatges, i 1.767 famílies La densitat de població era de 180,93 habitants per km².
Dels 2.426 habitatges en un 39,4% hi vivien nens de menys de 18 anys, en un 51,7% hi vivien parelles casades, en un 14,8% dones solteres, i en un 27,2% no eren unitats familiars. En el 20,6% dels habitatges hi vivien persones soles el 4,5% de les quals corresponia a persones de 65 anys o més que vivien soles. El nombre mitjà de persones vivint en cada habitatge era de 2,90 i el nombre mitjà de persones que vivien en cada família era de 3,34.
Per edats la població es repartia de la següent manera: un 31,4% tenia menys de 18 anys, un 7,5% entre 18 i 24, un 27,5% entre 25 i 44, un 24,8% de 45 a 64 i un 8,8% 65 anys o més.
L'edat mediana era de 34,7 anys. Per cada 100 dones hi havia 103,37 homes. Per cada 100 dones de 18 o més anys hi havia 98,69 homes.
La renda mediana per habitatge era de 36.300 $ i la renda mediana per família de 38.312 $. Els homes tenien una renda mediana de 35.450 $ mentre que les dones 23.642 $. La renda per capita de la població era de 15.417 $. Aproximadament el 17,0% de les famílies i el 19,6% de la població estaven per davall del llindar de pobresa.

## Poblacions més properes
El següent diagrama mostra les poblacions més properes.